# Kathedrale Königin vom heiligen Rosenkranz

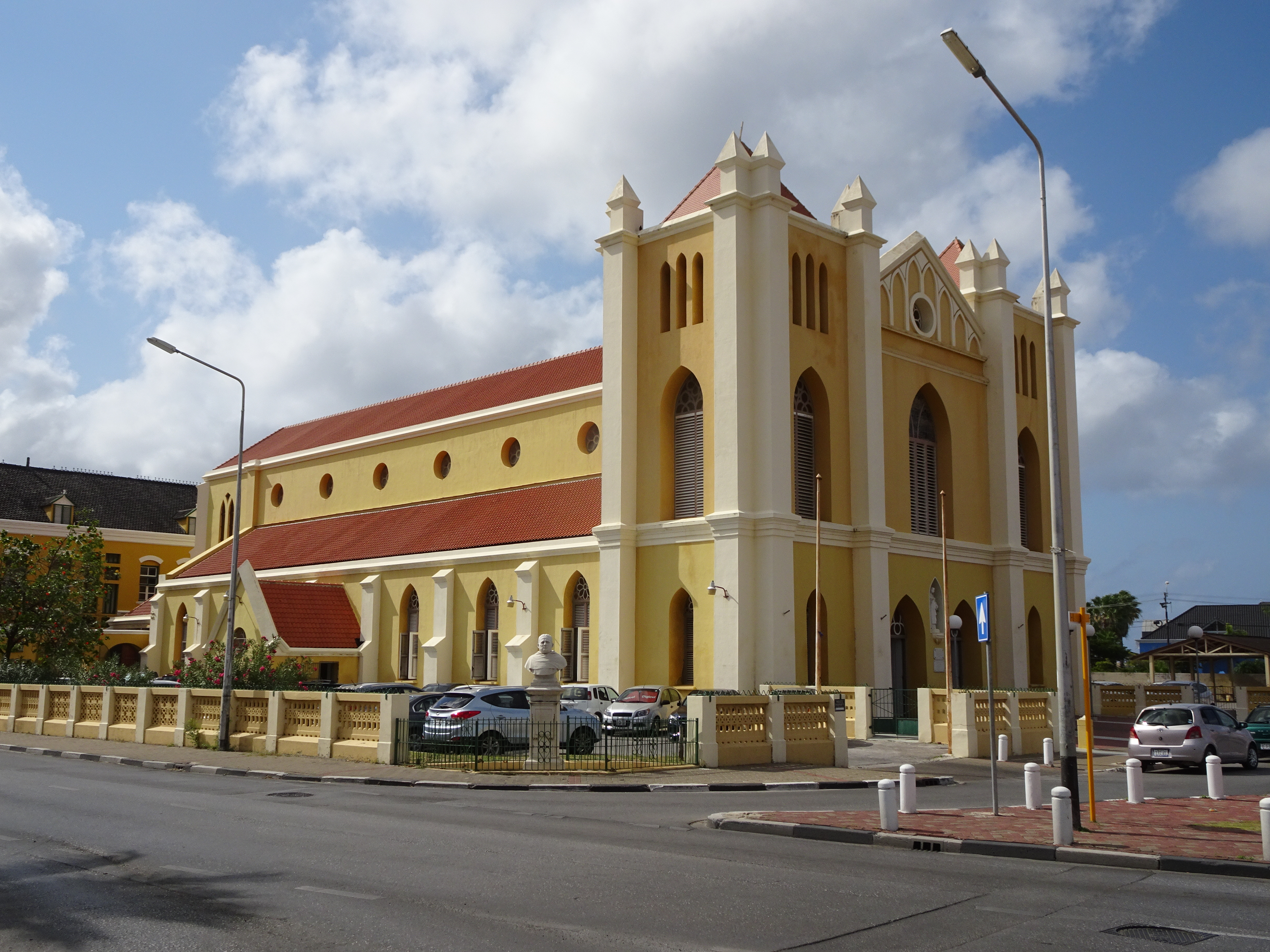
Kathedrale in Willemstad, Curaçao

Die Kathedrale Königin vom heiligen Rosenkranz (Papiamentu: Kathedrale Reina di Santisimo Rosario, niederländisch: Heilige Rozenkrans kathedraal), auch bekannt als Pietermaai Cathedral, ist eine römisch-katholische Kirche auf der niederländischen Insel Curaçao in der Karibik. Sie dient als Kathedrale des 1958 errichteten Bistums Willemstad.

## Bauwerk
Die Hallenkirche wurde 1870 gebaut. Die Fassade hat eine goldockerne Farbe mit weißen Verzierungen. Der Innenraum ist weiß gestrichen und mit vielen Statuen und Nischen versehen. Bleiglasfenster umrahmen im Chorbereich die große, bronzene Reliefskulptur der Kreuzigung Christi.
Die Kathedrale ist seit 1997 Teil des Welterbes Historische Innenstadt und Hafen von Willemstad.